# Teatro Anita Villalaz
El Teatro Anita Villalaz, es un teatro que se encuentra ubicado en la Ciudad de Panamá dentro de la República de Panamá, en Las Bóvedas, en el corregimiento de San Felipe, el cual pertenece al Ministerio de Cultura.  Su uso actual es, principalmente, para la representación de actividades artísticas y culturales, relacionadas con las artes del espectáculo.

## Historia
En 1931 el Teatro Anita Villalaz desde sus inicios fue utilizado como la Sala de Audiencias de la Corte Suprema de Justicia, por lo que se realizaban los distintos juicios de orden público.
Desde 1996 fue habilitado como Sala de Teatro. Este Teatro ha sido nombrado como "Teatro Anita Villalaz", en tributo a la actriz colombiana Anita Villalaz por su gran trayectoria artística teatral a beneficio del Teatro Panameño.

## Diseño y construcción
La concepción original del edificio pertenece al arquitecto italiano Genaro Ruggieri, quién había conceptualizado el Palacio Municipal de Panamá y el Teatro Nacional de Panamá, es así que la edificación se estructuró en los restos del cuartel, pero los planos concebidos por el arquitecto Ruggieri fueron suspendidos, comisionándose al arquitecto Rogelio Navarro para la revisión de los planos originales y llevar a término su construcción, restructurando el edificio que actualmente se mantiene.
Teatro de corte italiano en miniatura, con corte íntimo y tipo alternativo. Su capacidad es de 250 butacas removibles, de las cuales, 110 se encuentran en el área de platea y 140 en el área de galería, tiene dos plantas (área de platea y galería), área de camerinos. Las butacas son de asientos removibles. Su acceso exterior está vinculado a la Plaza de Francia.

## Personal técnico y administrativo
Su personal está conformado por una administradora, una secretaria, un técnico de luces, un tramoyista, un ayudante general y otro personal eventual de protocolo.